# Мардин (имя)
Ма́ртин, также Марди́н (курд. مێردین, مارتن, лат.: Martîn / Mardîn; ассир. ܡܪܬܝܢ) — доисламское мужское личное имя старокурдского происхождения, распространенное среди ассирийцев и курдов. В переводе означает «мужественный», «храбрый», «сильный». 

## Происхождение
Имеет происхождение от арамейского marde, заимствованное из старокурдского mard «мужчина» / «человек». Корень происходит от древнеперсидского 𐎶𐎼𐎫𐎡𐎹 (человек), индоарийский корень которого является *martya, а праиндоевропейский вариант —*mr̥tós. В современном курдском трансформировалось в «mêr» (мужчина) и «meriv» (человек).
Такую же этимологию имеют город Мардин, населённый преимущественно курдами, и ираноязычные племена мардов, упоминаемые в источниках с VI века до н.э. эры.

## Известные люди
- Мартин Яко — ассирийский национальный певец;
- Мартин Амини — иранский футболист;
- Мартин Фарид — иранский актер и режиссер;
- Мартин Монахан — иранский музыкант и композитор;
- Мартин Макерел — иранский фотограф и художник.